# مطار موي الدولي

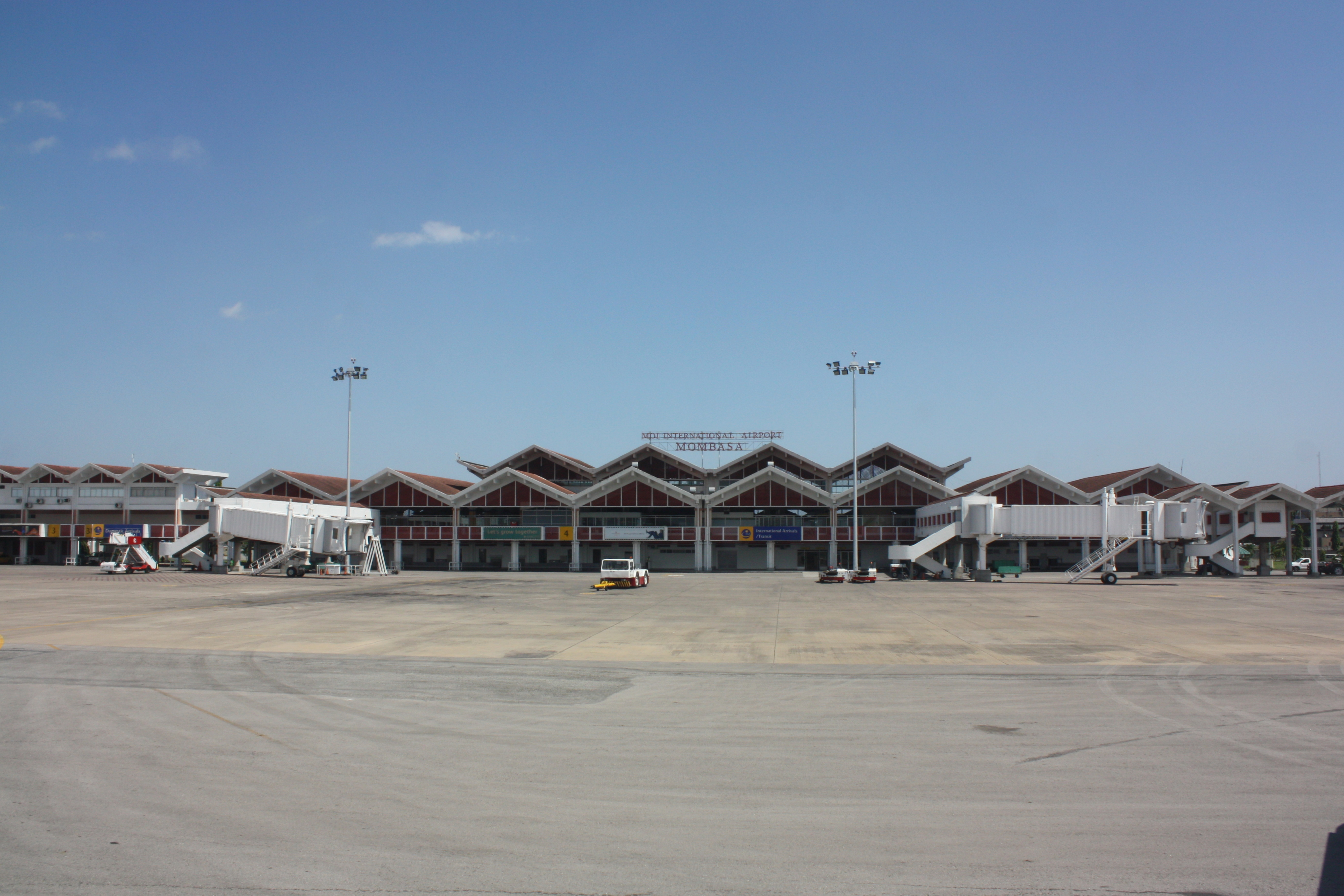
مطار موي الدولي

مطار موي الدولي (إياتا: MBA، إيكاو: HKMO) هو مطار يخدم مومباسا ثاني أكبر مدينة في كينيا، وقد سُمي بهذا الاسم نسبة لرئيس كينيا السابق دانيال أراب موي خلال فترة ولايته.

## شركات الطيران والوجهات

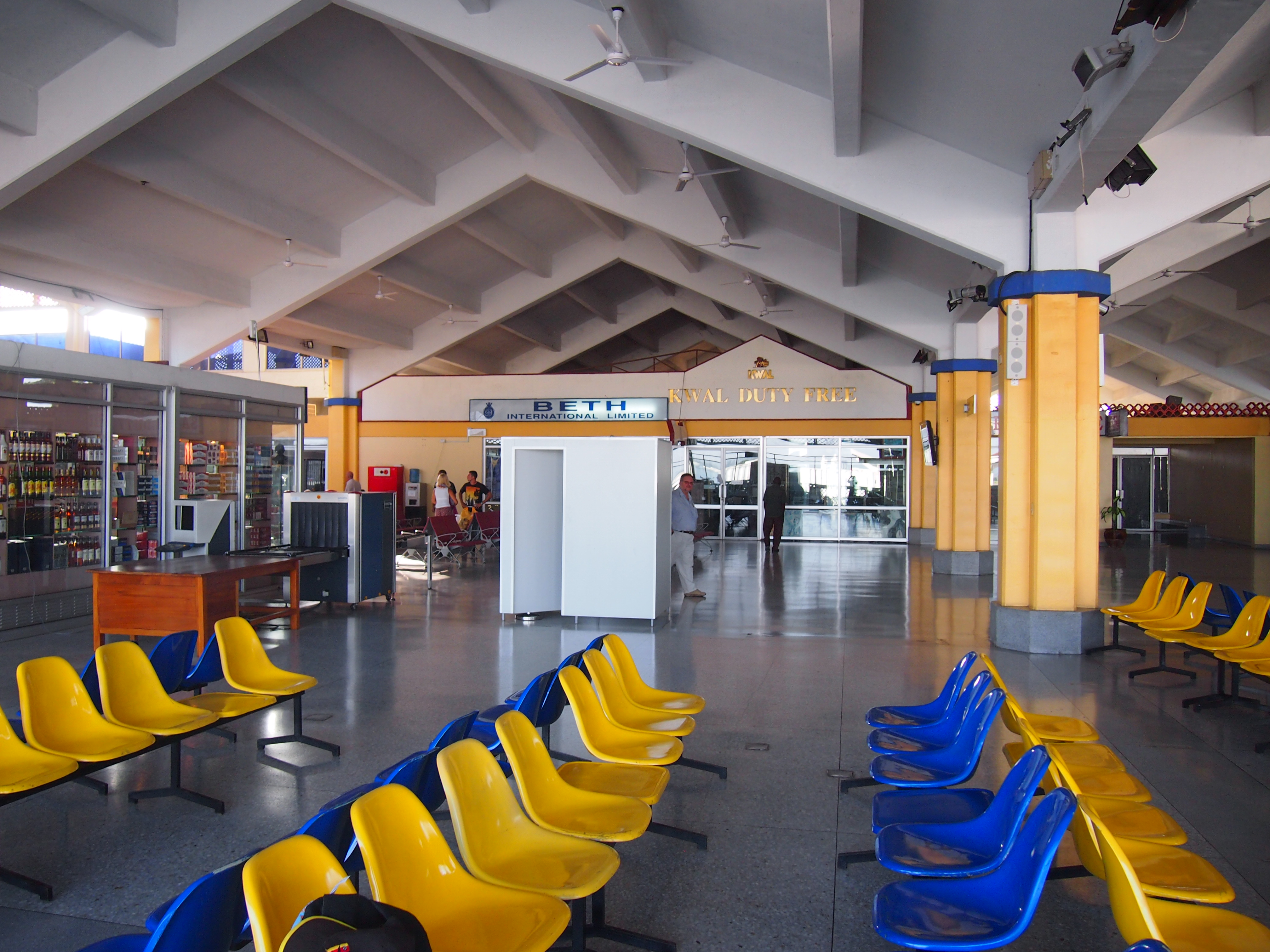
بوابة 4 في مطار موِي الدولي، كينيا.

| شركـات طيـران           | الوجهات                                                           |
| ----------------------- | ----------------------------------------------------------------- |
| كوندور للطيران          | موسمي: مطار فرانكفورت1                                            |
| الخطوط الجوية الإثيوبية | مطار أديس أبابا بولي الدولي                                       |
| Eurowings Discover      | مطار فرانكفورت                                                    |
| جامبو جيت               | مطار جومو كينياتا الدولي                                          |
| الخطوط الجوية الكينية   | مطار دبي الدولي، مطار جومو كينياتا الدولي                         |
| Mombasa Air Safari      | Amboseli، Keekorok، Lamu، Malindi، Masai Mara، Ukunda/Diani Beach |
| نيوس (شركة طيران)       | مطار مالبينسا موسمي: مطار ليوناردو دا فينشي، Verona               |
| الخطوط الجوية الرواندية | مطار كيغالي الدولي، مطار تشاتراباتي شيفاجي الدولي                 |
| Safarilink              | Nairobi–Wilson، مطار عبيد أماني كرومي الدولي                      |
| الخطوط الجوية الأوغندية | مطار إنتيبي الدولي                                                |